# Physalis peruviana
Physalis peruviana é uma espécie de planta da família das beladonas (Solanaceae) nativa do Chile e do Peru. Dentro dessa região é chamada de aguaymanto, uvilla ou uchuva, além de inúmeros nomes indígenas e regionais.
A história do cultivo da P. peruviana na América do Sul remonta ao Império Inca. É cultivada na Inglaterra desde o final do século XVIII e na África do Sul, no Cabo da Boa Esperança, pelo menos desde o início do século XIX. Amplamente introduzida no século XX, a P. peruviana agora é cultivada ou cresce livremente em todo o mundo em regiões temperadas e tropicais.

## Taxonomia e nomes comuns

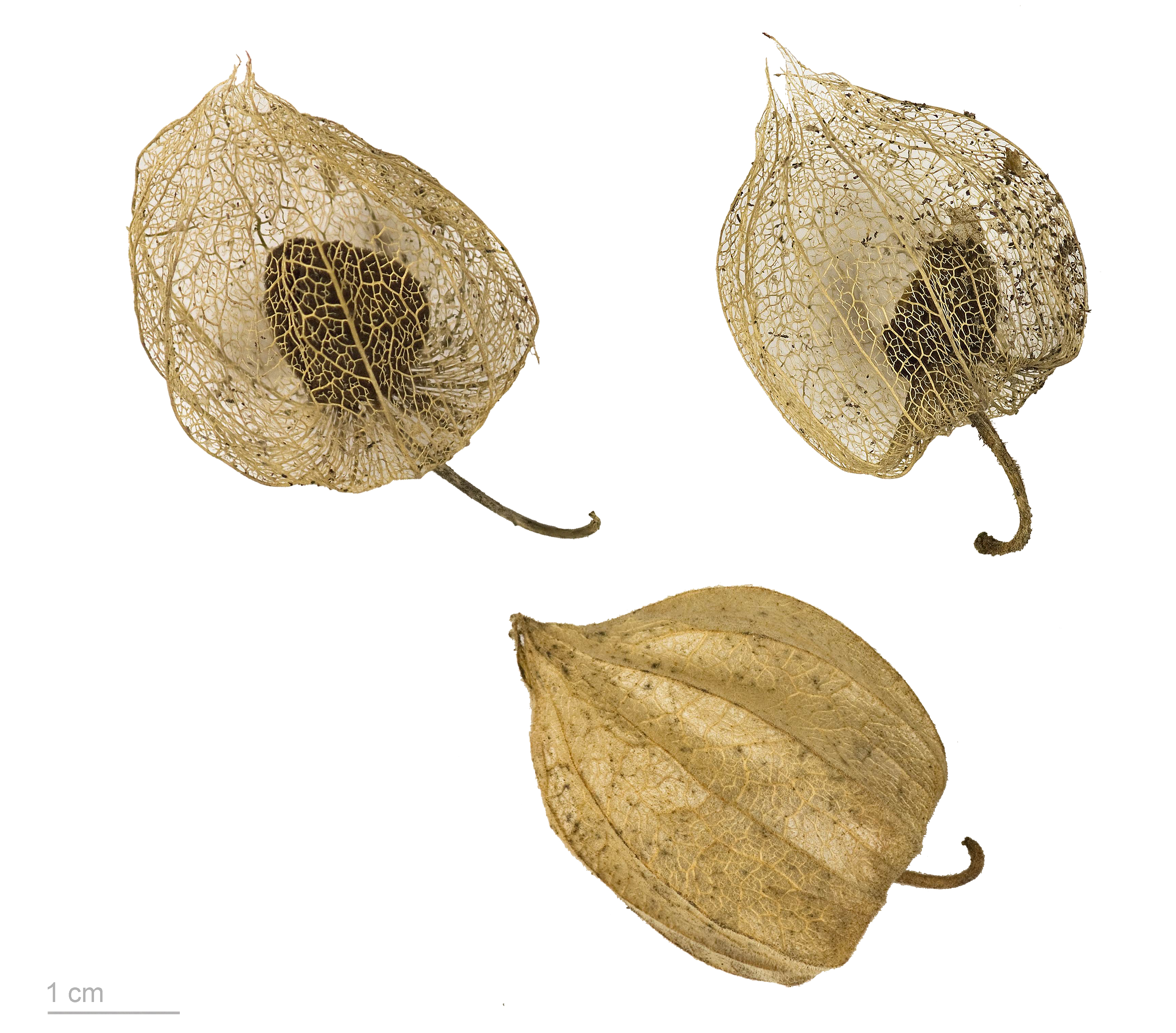
Physalis peruviana - MHNT

Physalis peruviana recebeu uma descrição botânica da espécie por Carl Linnaeus em 1763. No Peru, P. peruviana é conhecida como aguaymanto em espanhol e topotopo em quéchua. Na vizinha Colômbia, é conhecido como uchuva, e como uvilla no Equador.
Foi cultivada na Inglaterra em 1774 e pelos primeiros colonos do Cabo da Boa Esperança antes de 1807. Não se sabe se foi cultivado lá antes de sua introdução na Inglaterra, mas fontes desde meados do século XIX atribuem o nome inglês comum "Cape gooseberry" a esse fato. Uma sugestão alternativa é que o nome se refere ao cálice que envolve a fruta como uma capa, possivelmente um exemplo de etimologia falsa, porque não aparece em publicações anteriores a meados do século XX. Pouco depois de sua introdução na África do Sul, a P. peruviana foi introduzida na Austrália, Nova Zelândia e em várias ilhas do Pacífico.
É chamada de poha no Havaí e harankash no Egito. Na província de Heilongjiang, no nordeste da China, P. peruviana é conhecida como 灯笼果 (dēnglóng-guǒ, "fruta da lanterna").
No Brasil, é conhecida como fisális, camapú e camapum.

## Descrição
P. peruviana está intimamente relacionada com o tomatillo. Como membro da família de plantas Solanaceae, também é parente distante de um grande número de plantas comestíveis, incluindo tomates, berinjelas e batatas.
P. peruviana é anual em locais temperados, mas perene nos trópicos. Nos ambientes em que é perene, desenvolve-se em um arbusto difusamente ramificado atingindo 1-1,6 metros de altura, com ramos espalhados e folhas aveludadas em forma de coração. As flores hermafroditas possuem forma de sino e caídas, tendo 15–20 mm (0.59–0.79 in) transversalmente, bem como são amarelo com manchas marrom-púrpura internamente. Depois que a flor cai, o cálice se expande, formando uma casca bege envolvendo totalmente o fruto.
A fruta é uma baga redonda e lisa, com um formato semelhante a um tomate amarelo em miniatura. Possui 1.25–2 cm (0.49–0.79 in) de largura. Removido de seu cálice, possui cor amarela brilhante a laranja e é doce quando madura, com um sabor característico de uva levemente azeda.
- Folhagem pilosa
- Floração
- Fruto imaturo com cálice verde
- Cálice aberto, expondo o fruto maduro

### Nutrição
As groselhas cruas possuem 85% de água, 11% de carboidratos, 2% de proteína e 1% de gordura (tabela). Numa quantidade referencial de 100 gramas (3,5 oz), as groselhas cruas fornecem 53 calorias e níveis moderados (10-19% do valor diário) de tiamina, niacina e vitamina C.
Análises de óleo de diferentes componentes da baga, principalmente de suas sementes, mostraram que o ácido linoleico e o ácido oleico eram os principais ácidos graxos, enquanto o beta-sitosterol e o campesterol eram os principais fitoesteróis, enquanto o óleo continha vitamina K e beta-caroteno.

## Distribuição e habitat
O centro de diversidade genética da Physalis peruviana está localizado nas montanhas dos Andes do Equador, Chile, Colômbia e Peru. Cresce em florestas, bordas de florestas e áreas ribeirinhas. Pode se desenvolver em altas altitudes de 500-3.000 metros em sua região nativa, mas também pode ser encontrado ao nível do mar na Oceania e nas ilhas do Pacífico, onde ocorre amplamente em condições subtropicais e quentes e temperadas. Sua faixa de latitude é de cerca de 45°S a 60°N, e sua faixa de altitude é geralmente do nível do mar até 3.000 metros. A planta tornou-se invasiva em alguns habitats naturais, formando matagais, particularmente no Havaí e em outras ilhas do Pacífico. Acredita-se que existam dezenas de ecótipos em todo o mundo que se diferenciam pelo tamanho da planta, forma do cálice e tamanho, cor e sabor da fruta. Pensa-se que as formas selvagens sejam diplóides com 2n = 24 cromossomos, enquanto as formas cultivadas incluem variedades com ploidia aumentada e 32 ou 48 cromossomos.

## Cultivo
Foi amplamente introduzida no cultivo em áreas tropicais, subtropicais e temperadas, como Austrália, China, Índia, Malásia e Filipinas. P. peruviana prospera em uma temperatura média anual de 13 a 18 °C, tolerando temperaturas de até 30 °C (86 °F). Cresce bem em climas mediterrâneos e é resistente à zona de robustez 8 do USDA, o que significa que pode ser danificada pela geada. Cresce bem em quantidades de chuva de 800-4.300 milímetros se o solo for bem drenado e preferir sol pleno ou sombra parcial em solo bem drenado e crescer vigorosamente em solo arenoso.
A planta cresce facilmente a partir de sementes, que são abundantes (com cem a trezentas em cada fruto), mas com baixa germinação, exigindo milhares de sementes para semear um hectare. As plantas cultivadas a partir de mudas de caule com um ano florescem cedo e produzem bem, mas são menos vigorosas do que as cultivadas a partir das sementes.

### Pragas e doenças
Na África do Sul, as lagartas atacam a Physalis peruviana em canteiros. As lebres danificam as plantas jovens e os pássaros comem os frutos. Ácaros, moscas-brancas e besouros pulgas também podem ser problemáticos. Oídio, escamas marrons suaves, podridão radicular e vírus podem afetar as plantas.  Na Nova Zelândia, as plantas podem ser infectadas por Candidatus Liberibacter solanacearum.

## Usos culinários
P. peruviana é uma cultura economicamente útil como uma fruta exótica exportada e é favorecida em programas de melhoramento e cultivo de muitos países.  Os frutos de P. peruviana são comercializados nos Estados Unidos como goldenberry e às vezes Pichuberry, nomeado após Machu Picchu para associar a fruta ao seu cultivo no Peru.
São transformadas em molhos à base de frutas, tortas, pudins, chutneys, geleias e sorvetes, ou consumidas frescas em saladas e saladas de frutas.  Na América Latina, é frequentemente consumido como batida ou smoothie,  e por causa de sua casca vistosa, é usada em restaurantes como guarnição decorativa para sobremesas. Para melhorar seus usos alimentícios, a secagem com ar quente melhora as qualidades do conteúdo de fibra dietética, textura e aparência.
Em pesquisas básicas realizadas sobre maturação de frutas, o teor de polifenóis e vitamina C variou de acordo com o cultivar, época de colheita e estágio de maturação.

### Potencial de toxicidade
Frutas cruas, flores, folhas e caules verdes da planta contêm solanina e alcaloides solanidínicos que podem causar envenenamento caso ingeridos por humanos, gado ou cavalos.